# SpaceX CRS-1
SpaceX CRS-1, também conhecido como SpX-1, foi a primeira missão operacional de carga da SpaceX para a Estação Espacial Internacional (ISS), sob seu contrato de Commercial Resupply Services (CRS-1) com a NASA. Foi o terceiro lançamento da espaçonave de carga Dragon sem tripulação e o quarto lançamento geral do veículo de lançamento Falcon 9 de dois estágios da SpaceX. O lançamento ocorreu em 8 de outubro de 2012 às 00:34:07 UTC.

## História
Em maio de 2012, foi relatado que o Falcon 9 havia sido transportado para Cabo Canaveral (CCAFS). A Dragon CRS-1 chegou em 14 de agosto de 2012. Em 31 de agosto de 2012, um ensaio geral molhado (WDR) foi concluído para o Falcon 9, e em 29 de setembro de 2012, um teste de fogo estático foi concluído; ambos os testes foram concluídos sem a cápsula Dragon anexada no topo do veículo de lançamento. A missão foi aprovada na Avaliação de Prontidão de Lançamento (LRR) em 5 de outubro de 2012.
O lançamento ocorreu em 8 de outubro de 2012 às 00:34:07 UTC e colocou com sucesso a espaçonave Dragon na órbita adequada para chegar à Estação Espacial Internacional (ISS) com reabastecimento de carga vários dias depois. Durante o lançamento, um dos nove motores sofreu uma perda repentina de pressão em 79 segundos de lançamento, e um desligamento imediato desse motor ocorreu; detritos puderam ser vistos no vídeo telescópico do lançamento noturno. Os oito motores restantes dispararam por um longo período de tempo e o software de controle de lançamento ajustou a trajetória para inserir a Dragon em uma órbita quase perfeita.

## Linha do tempo da missão

### Dia 1, lançamento (8 de outubro de 2012)

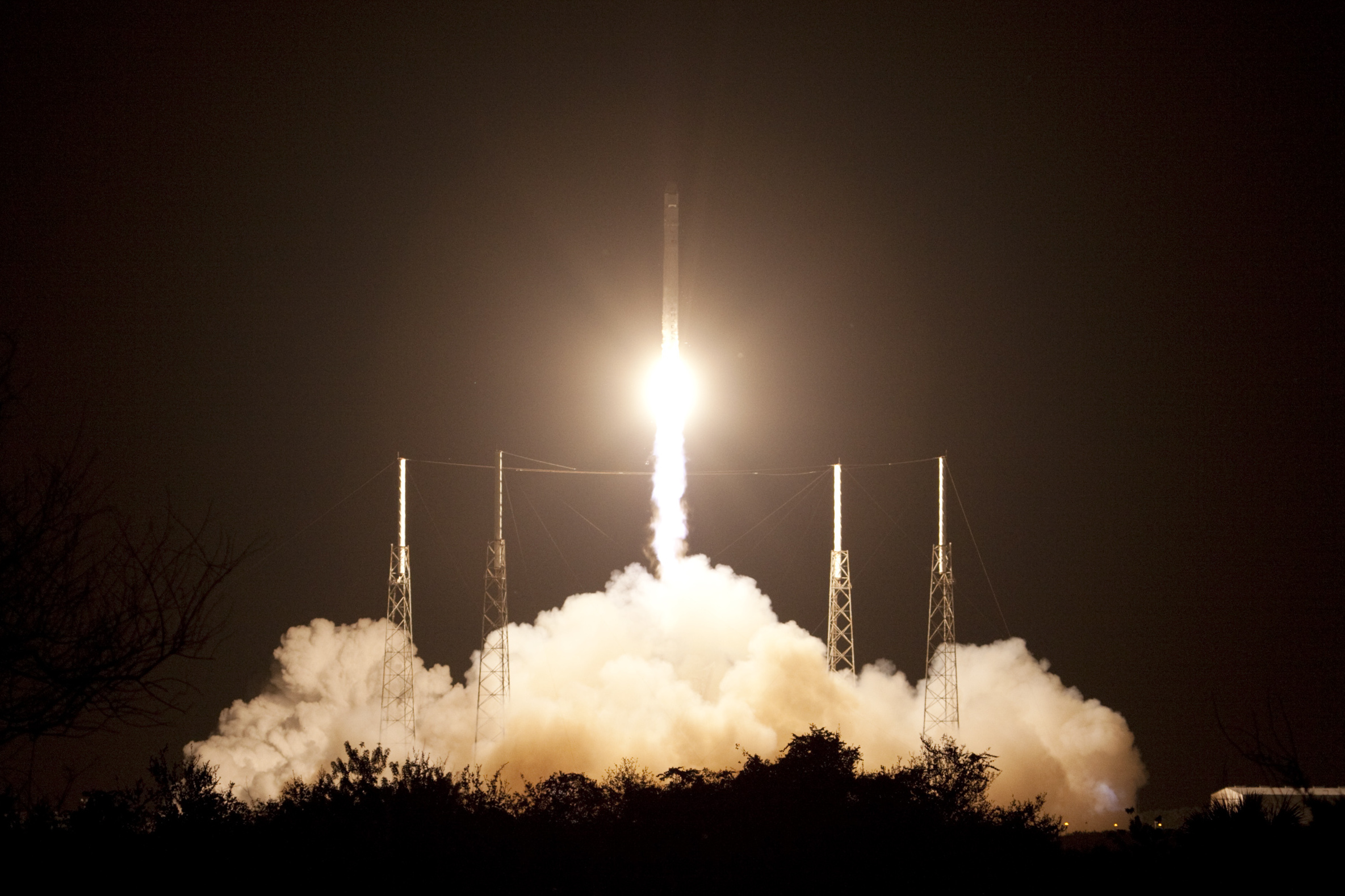
Lançamento do CRS-1 com o Falcon 9 em 8 de outubro de 2012

O plano da missão, conforme publicado pela NASA antes da missão, previa que o Falcon 9 atingisse a velocidade supersônica 70 segundos após o lançamento e passasse pela área de pressão aerodinâmica máxima, "max q", o ponto em que ocorre o estresse mecânico no lançamento picos do veículo devido a uma combinação da velocidade e resistência criada pela atmosfera da Terra, 10 segundos depois. O plano previa que dois dos motores do primeiro estágio fossem desligados para reduzir a aceleração do veículo de lançamento em aproximadamente 2 minutos e 30 segundos de voo, quando o Falcon 9 estaria a nominalmente 90 km de altura e viajaria a 10 vezes a velocidade de som. Os motores restantes foram planejados para desligar logo depois, um evento conhecido como corte do motor principal (MECO). Cinco segundos após o MECO, o primeiro e o segundo estágios se separam. Sete segundos depois, o motor Merlin Vacuum do segundo estágio foi projetado para acender para começar uma queima de 6 minutos e 14 segundos para colocar a Dragon em órbita terrestre baixa. Quarenta segundos após a ignição do segundo estágio, o cone de proteção do nariz da Dragon, que cobre o mecanismo de atracação da Dragon, foi planejada para ser descartada. Na marca de 9 minutos e 14 segundos após o lançamento, o motor do segundo estágio foi programado para desligar (SECO). 35 segundos depois, a Dragon foi planejada para se separar do segundo estágio do Falcon 9 e atingir sua órbita preliminar. A Dragon iria, conforme o plano, implantar seus painéis solares e abrir a porta do compartimento de orientação e controle de navegação (GNC), que contém os sensores necessários para a fixação de garra da Dragon.

### Dia 2 (9 de outubro)
O plano da missão previa que a espaçonave Dragon executasse uma queima celíptica que a colocaria em uma órbita celíptica circular.

### Dia 3 (10 de outubro)
Enquanto a Dragon perseguia a Estação Espacial Internacional (ISS), a espaçonave estabelecia comunicações de ultra-alta frequência (UHF) usando sua COTS Ultra-high-frequency Communication Unit (CUCU). Além disso, usando o painel de comando da tripulação (CCP) a bordo da ISS, a tripulação da expedição monitorou a abordagem. Essa capacidade da tripulação de enviar comandos ao Dragon é importante durante as fases de encontro e partida da missão.
Durante a abordagem final com a ISS, um go/no-go foi executado pelo Controle de Missão em Houston, Texas e a equipe SpaceX em Hawthorne, Califórnia para permitir que a Dragon fizesse outra queima do motor que a trouxe a 250 m da ISS. A esta distância, a Dragon começou a usar seus sistemas de orientação de curto alcance, compostos por LIDAR e termovisores. Esses sistemas confirmaram que a posição e a velocidade da Dragon são precisas, comparando a imagem LIDAR que a Dragon recebe com os termovisores da Dragon. A equipe de controle de missão da Dragon em Hawthorne, com assistência da equipe de controle de missão da NASA na Sala de Controle de Missão da Estação Espacial Internacional do Centro Espacial Johnson, comandou a espaçonave para se aproximar da ISS de sua posição de espera. Depois que outro go/no-go foi realizado pelas equipes de Houston e Hawthorne, Dragon foi autorizada a entrar na Keep-Out Sphere (KOS), uma esfera imaginária desenhada 200 m ao redor da ISS que reduz o risco de colisão. A Dragon avançou para uma posição a 30 m da ISS e foi automaticamente mantido. Outro go/no-go foi concluído. Então a Dragon passou para a posição de 10 m, o ponto de captura. Um go/no-go final foi realizado, e a equipe do Controle de Missão em Houston notificou a tripulação de que iria capturar a Dragon.
Nesse ponto, o membro da tripulação da Expedição 33, Akihiko Hoshide, da Agência Japonesa de Exploração Aeroespacial, usou o braço robótico de 17.6 m da ISS, conhecida como Canadarm2, alcançou e agarrou a espaçonave Dragon às 10:56 UTC. Hoshide, com a ajuda da Comandante da Expedição 33 Sunita Williams da NASA, guiou a Dragon até o lado voltado para a Terra do módulo Harmony da ISS. Williams e Hoshide trocaram de lugar e Williams atracou suavemente a Dragon no Common Berthing Mechanism da Harmony às 13:03 UTC. A abertura da escotilha entre a Dragon e o módulo Harmony, que não foi originalmente programada para ocorrer até 11 de Outubro de 2012, foi antecipada e ocorreu às 17:40 UTC.

### Restante da missão (11 a 28 de outubro)

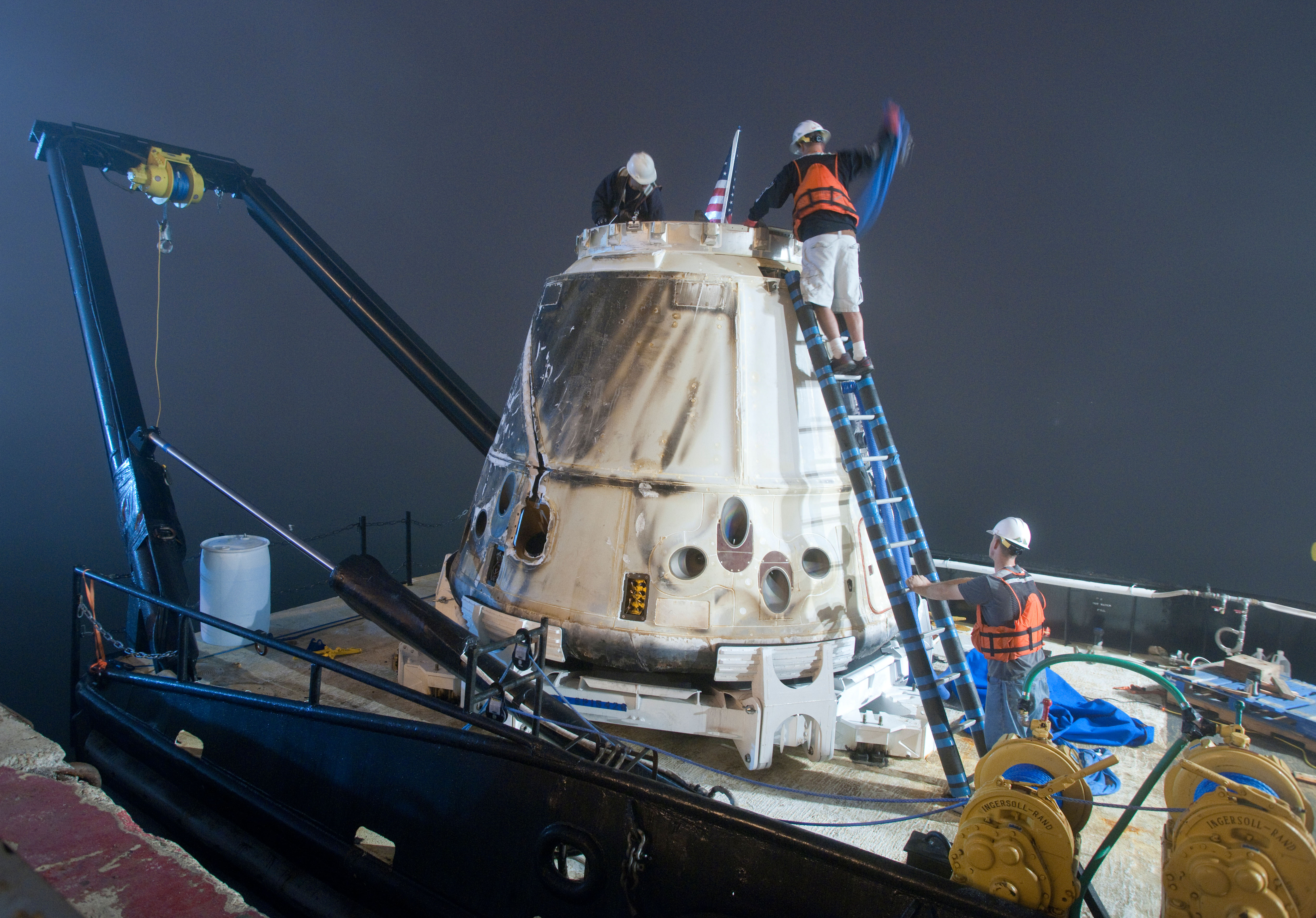
A cápsula vista em um porto em 30 de outubro de 2012

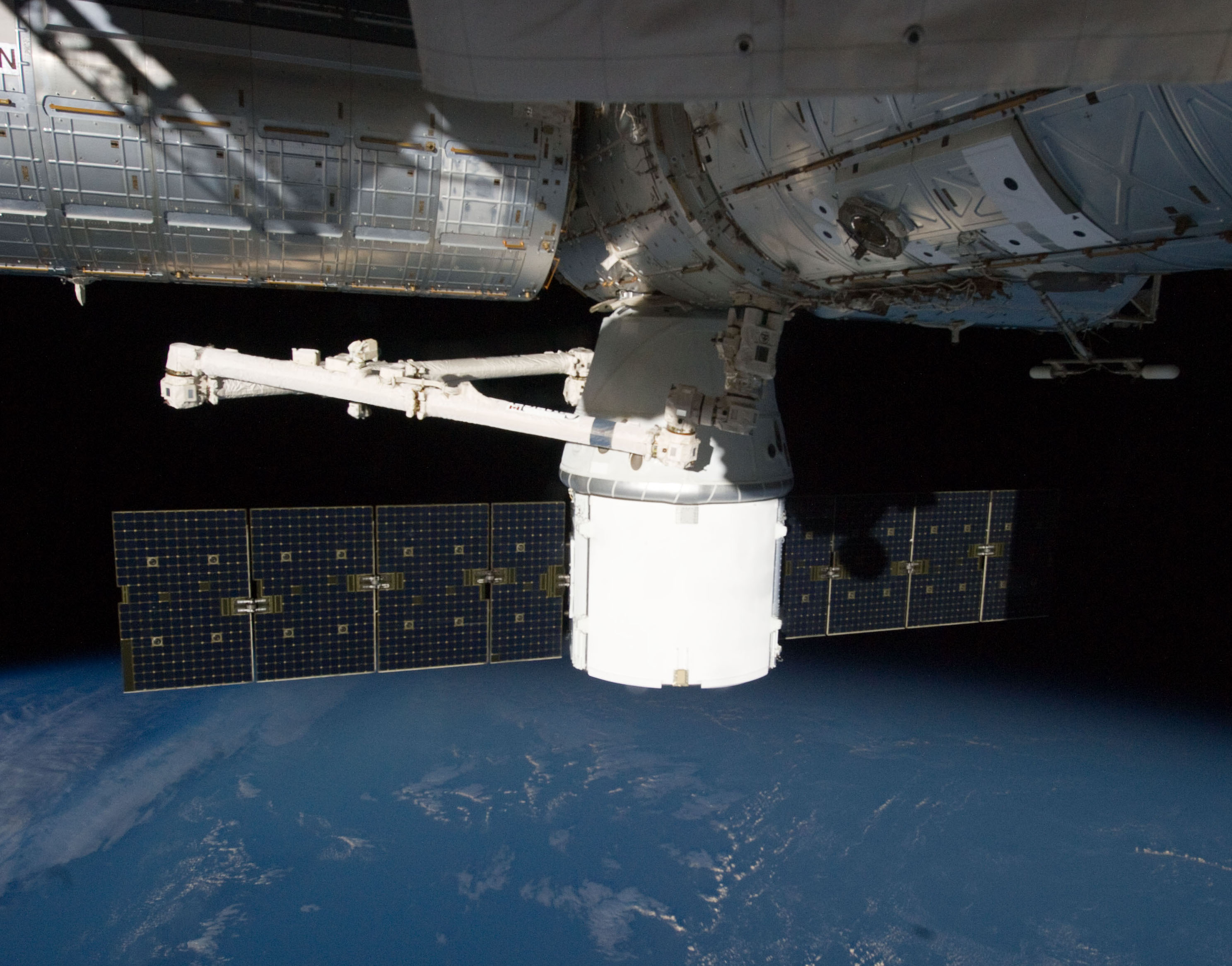
A cápsula vista do módulo Cúpula em 14 de outubro de 2012

Durante um período de duas semanas e meia, a tripulação da Estação Espacial Internacional (ISS) descarregou a carga útil do Dragon e recarregou-a com carga para retornar à Terra.
Depois que sua missão no laboratório orbital foi concluída, o recém-chegado Engenheiro de Voo da Expedição 33 Kevin Ford usou o braço robótico Canadarm2 para separar o Dragon do módulo Harmony, manobrá-lo até o ponto de liberação de 15 m e liberar o veículo. A Dragon então executou uma série de três queimas para colocá-lo em uma trajetória longe da ISS. Aproximadamente 6 horas depois que a Dragon deixou a ISS, conduziu uma queima de órbita, que durou até 10 minutos. Demora cerca de 30 minutos para a Dragon reentrar na atmosfera da Terra, permitindo a amerissagem no Oceano Pacífico, a cerca de 450 km da costa do sul da Califórnia. A Dragon, que contém seus painéis solares, foi então descartado.
A aterrissagem foi controlada pelo disparo automático de seus propulsores Draco durante a reentrada atmosférica. Em uma sequência de eventos cuidadosamente cronometrada, dois paraquedas Drogue se abrem a uma altitude de 13.700 m para estabilizar e desacelerar a espaçonave. A implantação total dos drogues desencadeia o lançamento dos três paraquedas principais, cada um com 35 m de diâmetro, a cerca de 3.000 m. Enquanto os drogues se separam da espaçonave, os paraquedas principais reduzem ainda mais a descida da espaçonave para aproximadamente 4.8 a 5.4 m/s. Mesmo que o Dragon perdesse um de seus paraquedas principais, os dois paraquedas restantes ainda permitiriam uma aterrissagem segura. A cápsula Dragon deve pousar no Oceano Pacífico, a cerca de 450 km da costa do sul da Califórnia. A SpaceX usa um barco de 30 m equipado com um quadro A e um guindaste articulado, um barco da tripulação de 27.3 m para operações de telemetria e dois barcos infláveis de casco rígido de 7.3 m para realizar operações de recuperação. A bordo estão aproximadamente uma dúzia de engenheiros e técnicos da SpaceX, bem como uma equipe de mergulho de quatro pessoas. Assim que a cápsula do Dragon caiu, a equipe de recuperação prendeu o veículo e o colocou no convés para a jornada de volta à costa.
Os técnicos da SpaceX abriram a escotilha lateral do veículo e recuperaram os itens críticos. Os itens de carga crítica foram colocados em um barco rápido para a viagem de 450 km de volta à Califórnia para eventual retorno à NASA, que então cuidou da preciosa carga científica e da análise pós-voo das amostras. O resto da carga foi descarregada assim que a cápsula Dragon chegou às instalações de teste da SpaceX em McGregor, Texas.

## Carga útil

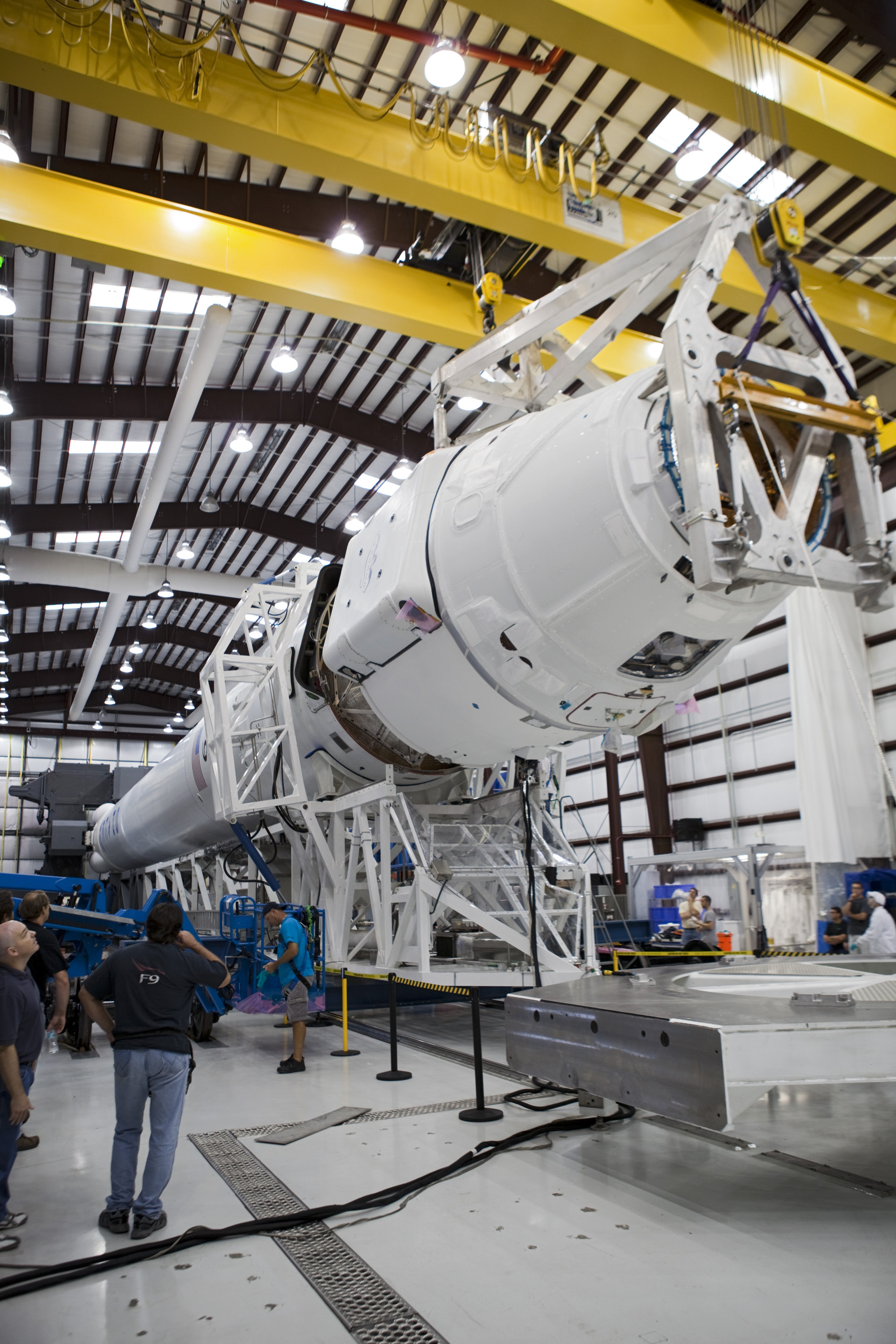
A Dragon sendo integrada ao Falcon 9 em 30 de setembro de 2012

### Carga útil primária
Quando lançado, o CRS-1 Dragon continha cerca de 905 kg de carga, 400 kg sem embalagem. Incluímos 118 kg de suprimentos para a tripulação, 117 kg de materiais críticos para apoiar os 166 experimentos a bordo da Estação Espacial Internacional (ISS) e 66 novos experimentos, bem como 105.2 kg de hardware para a ISS como bem como outros itens diversos.
A Dragon devolveu 905 kg de carga, 759 kg sem embalagem. Incluido 74 kg de suprimentos para a tripulação, 393 kg de experimentos científicos e hardware de experimento, 235 kg de hardware da ISS, 33 kg de equipamentos de trajes espacial e 25 kg de itens diversos.

### Carga útil secundária
Por alguns meses antes do lançamento, um protótipo de 150 kg de satélite Orbcomm-G2 de segunda geração foi planejado para ser lançado como carga útil secundária do segundo estágio do Falcon 9. Embora a carga útil secundária tenha chegado à órbita de inserção da Dragon, uma anomalia do motor em um dos nove motores do primeiro estágio do Falcon 9 durante a subida resultou no desligamento automático do motor e uma queima de primeiro estágio mais longa nos oito motores restantes para completar a inserção orbital enquanto subsequentemente aumenta o uso de propelente em relação à missão nominal.
O contratante principal da carga útil, NASA, requer uma probabilidade estimada superior a 99% de que o estágio de qualquer carga útil secundária em uma inclinação orbital semelhante à da Estação Espacial Internacional (ISS) alcance sua meta de altitude orbital acima da ISS. Devido à falha do motor, o Falcon 9 usou mais propelente do que o pretendido, reduzindo a estimativa de probabilidade de sucesso para aproximadamente 95%. Por causa disso, o segundo estágio não tentou uma segunda queima, e Orbcomm-G2 foi deixado em uma órbita inutilizável e queimou na atmosfera da Terra 4 dias após o lançamento.
Tanto a SpaceX quanto a Orbcomm estavam cientes, antes da missão, do alto risco de que o satélite de carga útil secundária pudesse permanecer na altitude mais baixa da órbita de inserção do Dragon, e esse era um risco que Orbcomm concordou em assumir, dado o custo drasticamente mais baixo de lançamento para uma carga útil secundária.

## Tentativas de lançamento
| Tentativa | Planejado                      | Resultado                                                                         | Inversão de marcha | Razão | Ponto decisivo | Clima bom (%) | Notas |
| --------- | ------------------------------ | --------------------------------------------------------------------------------- | ------------------ | ----- | -------------- | ------------- | --- |
| 1         | 8 de outubro de 2012, 12:34:07 | Sucesso parcial: sucesso para a carga útil primária. Falha para carga secundária. | —                  |       |                | 27°C          | Aos 79 segundos de lançamento, o motor número 1 perdeu pressão e fui comandado pelo foguete para desligar. Devido à falha do motor no primeiro estágio, os protocolos de segurança para encontro com a ISS impediram que o satélite Orbcomm-G2 de carga útil secundária fosse colocado na órbita correta. |

## Anomalia no motor do Falcon 9
Durante a subida, 79 segundos após o lançamento, ocorreu uma anomalia no motor com um dos nove motores do primeiro estágio do Falcon 9. A SpaceX enfatizou por vários anos que o primeiro estágio do Falcon 9 foi projetado para "desligar o motor", com a capacidade de desligar um ou mais motores com defeito e ainda assim fazer uma subida bem-sucedida. No evento, o primeiro estágio do SpaceX CRS-1 desligou o motor número 1, e como resultado continuou a queima do primeiro estágio nos oito motores restantes por mais tempo do que o normal, com um impulso um tanto reduzido para inserir a Dragon na órbita apropriada. Embora não intencional, esta foi a primeira demonstração em voo do projeto do "motor de saída" do Falcon 9, e "fornece uma demonstração clara da capacidade de saída do motor".
Em resposta à anomalia, a NASA e a SpaceX formaram em conjunto o CRS-1 Post-Flight Investigation Board. As informações preliminares do painel de revisão pós-voo indicam que o motor número 1 na cúpula de combustível, acima do bico, se rompeu, mas não explodiu. A queima de combustível que saiu antes do desligamento do motor causou a ruptura da carenagem, conforme visto nas gravações de vídeo do voo. As investigações subsequentes reveladas em uma audiência no Congresso identificaram o problema como resultado de uma falha de material não detectada na cobertura da câmara do motor, provavelmente introduzida durante a produção do motor. Durante o voo, os dados sugerem que essa falha material acabou se transformando em uma brecha na câmara de combustão principal. Essa violação liberou um jato de gás quente e combustível na direção da linha de combustível principal, causando um vazamento secundário e, por fim, uma queda rápida na pressão do motor. Como resultado, o computador de voo comandou o desligamento do motor número 1 e o Falcon 9 continuou em seu caminho para garantir a entrada da Dragon em órbita para encontro subsequente e atracação com a Estação Espacial Internacional (ISS).